# Liste der Biografien/Kors
Liste der Biografien |
Portal Biografien |
Personensuche
# |
A |
B |
C |
D |
E |
F |
G |
H |
I |
J |
K |
L |
M |
N |
O |
P |
Q |
R |
S |
T |
U |
V |
W |
X |
Y |
Z |
?
 
Ka |
Kb |
Kc |
Kd |
Ke |
Kf |
Kg |
Kh |
Ki |
Kj |
Kl |
Km |
Kn |
Ko |
Kp |
Kr |
Ks |
Kt |
Ku |
Kv |
Kw |
Ky |
Kx |
Kz
 
Koa |
Kob |
Koc |
Kod |
Koe |
Kof |
Kog |
Koh |
Koi |
Koj |
Kok |
Kol |
Kom |
Kon |
Koo |
Kop |
Kor |
Kos |
Kot |
Kou |
Kov |
Kow |
Kox |
Koy |
Koz
 
Kora |
Korb |
Korc |
Kord |
Kore |
Korf |
Korg |
Korh |
Kori |
Korj |
Kork |
Korl |
Korm |
Korn |
Koro |
Korp |
Korr |
Kors |
Kort |
Koru |
Korv |
Korw |
Kory |
Korz
Die Liste der Biografien führt alle Personen auf, die in der deutschsprachigen Wikipedia einen Artikel haben. Dieses ist eine Teilliste mit 95 Einträgen von Personen, deren Namen mit den Buchstaben „Kors“ beginnt.

## Kors
- Kors, Alan Charles, US-amerikanischer Historiker
- Kors, Eva-Maria (* 1942), deutsche Politikerin (CDU), MdB
- Kors, Michael (* 1959), US-amerikanischer ModedesignerMichael Kors (* 1959)

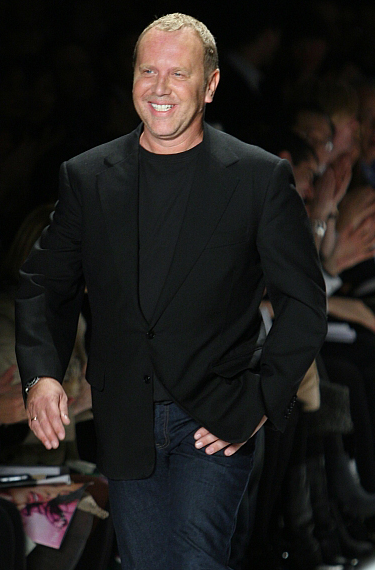
Michael Kors (* 1959)

### Korsa
- Korsæth, Amund (* 2000), norwegischer Skilangläufer
- Korsaga, Frédéric Assomption (* 1951), burkinischer Diplomat
- Korsah, Kobina Arku (1894–1967), ghanaischer Chief Justice
- Korsaja, Swetlana Wianorowna (* 1954), sowjetische bzw. georgische bzw. abchasische Journalistin und Kunstwissenschaftlerin
- Korsak, Julian († 1855), polnischer Schriftsteller
- Korsakova, Natasha (* 1973), russische Violinistin
- Korsakow, Andrei Borissowitsch (1946–1991), russischer Violinist
- Korsakow, Semjon Nikolajewitsch (1787–1853), russischer Regierungsbeamter, Erfinder und Homöopath
- Korsakow, Sergei Sergejewitsch (1854–1900), russischer Nervenarzt
- Korsakow, Sergei Wladimirowitsch (* 1984), russischer Raumfahrer
- Korsakowa, Wera Wassiljewna (* 1941), sowjetische Hürdenläuferin
- Korsakówna, Lidia (1934–2013), polnische Film-, Fernseh- und Theaterschauspielerin
- Korsar, Johannes (* 1987), schwedischer Pokerspieler

### Korsb
- Korsbjerg, Mads (* 1976), dänischer Squashspieler
- Korsbjerg, Mikkel (* 1976), dänischer Squashspieler

### Korsc
- Korsch, Albina (* 2000), ukrainische Schauspielerin
- Korsch, Dietrich (* 1949), deutscher evangelischer Theologe
- Korsch, Evelyn (* 1963), deutsche Historikerin
- Korsch, Feodor (1856–1914), deutscher Arzt und Sanitätsoffizier
- Korsch, Hedda (1890–1982), deutsche Pädagogin und Hochschullehrerin
- Korsch, Karl (1886–1961), deutsch-amerikanischer Philosoph, Marxist, MdL, MdR, Minister und Hochschullehrer
- Korsch, Max (* 1988), belarussischer Songwriter und SängerMax Korsch (* 1988)

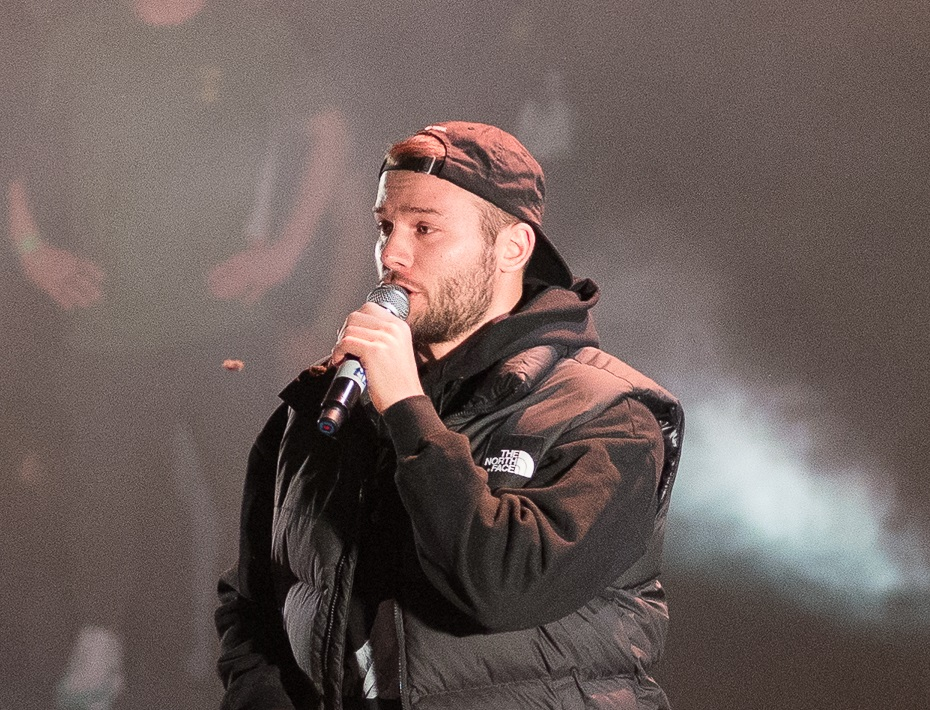
Max Korsch (* 1988)

- Korsch, Nikita Leontjewitsch (1731–1835), russischer Geschichtenerzähler
- Korsch, Oskar (1831–1896), deutscher Jurist, konservativer Abgeordneter im preußischen Landtag
- Korsch, Pawel Alexandrowitsch (* 1987), russischer Radrennfahrer
- Korsch, Tazzjana (* 1993), belarussische Speerwerferin
- Korsch, Wiktor (* 1933), sowjetischer Gewichtheber
- Korsch, Witalij (* 1987), ukrainischer Sprinter
- Korschakow, Alexander Wassiljewitsch (* 1950), russischer Offizier und Politiker
- Korschan, Heinrich (1895–1973), deutscher Manager bei Krupp
- Korschanenko, Irina Nikolajewna (* 1974), russische Leichtathletin
- Korschann, Karl (1872–1943), mährischer Bildhauer und Medailleur
- Korschelt, Eugen (1858–1946), deutscher Zoologe und Hochschullehrer
- Korschelt, Johann Gottlieb (1818–1901), deutscher Lehrer und Heimatforscher
- Korschelt, Oskar (1853–1940), deutscher Gospieler, Chemiker und Ingenieur
- Korschenewski, Nikolai Leopoldowitsch (1879–1958), russischer Geograph und Forschungsreisender
- Korschew, Iwan Wladimirowitsch (* 1973), russischer Bildhauer
- Korschewsky, Knut (* 1960), deutscher Politiker (Die Linke), MdL
- Körschgen, Helmut (1923–2002), deutscher Laiendarsteller
- Körschgen, Josef (1876–1937), deutscher Bildhauer
- Korschikow, Gennadi Jegorowitsch (* 1949), sowjetisch-russischer Ruderer; Olympiasieger im Rudern 1972
- Korsching, Horst (1912–1998), deutscher Physiker
- Korschinski, Dmitri Sergejewitsch (1899–1985), russisch-sowjetischer Geologe, Physikochemiker und Hochschullehrer
- Korschinski, Sergei Iwanowitsch (1861–1900), russischer Botaniker, Genetiker und Hochschullehrer
- Korschkow, Jegor Alexejewitsch (* 1996), russischer Eishockeyspieler
- Korschowa, Natalja (* 1958), kasachische Politikerin
- Korschuk, Michail (* 1969), belarussischer Badmintonspieler
- Korschunow, Alexander Wiktorowitsch (* 1954), russischer Schauspieler, Theaterregisseur, Leiter des Maly-Theaters und Schauspiellehrer
- Korschunow, Irina (1925–2013), deutsche Schriftstellerin
- Korschunowa, Ruslana (1987–2008), kasachisch-russisches Fotomodell
- Korschunowa, Tatjana Wassiljewna (* 1956), sowjetische Kanutin

### Korse
- Korseck, Hans (1911–1942), deutscher Musiker
- Korseck, Ilse (1911–1933), deutsche Schauspielerin
- Korselt, Alwin Reinhold (1864–1947), deutscher Mathematiker
- Korselt, Erika (1898–1983), deutsche Textil-Kunstgewerblerin und Malerin
- Korselt, Theodor (1891–1943), deutscher Jurist, Genealoge und Heimatforscher
- Korsemann, Gerret (1895–1958), deutscher SS- und Polizeiführer

### Korsg
- Korsgaard, Christine (* 1952), US-amerikanische Philosophin
- Korsgren, Lina (* 1988), schwedische Skilangläuferin

### Korsh
- Korsh, Aaron (* 1966), US-amerikanischer Drehbuchautor und FernsehproduzentAaron Korsh (* 1966)

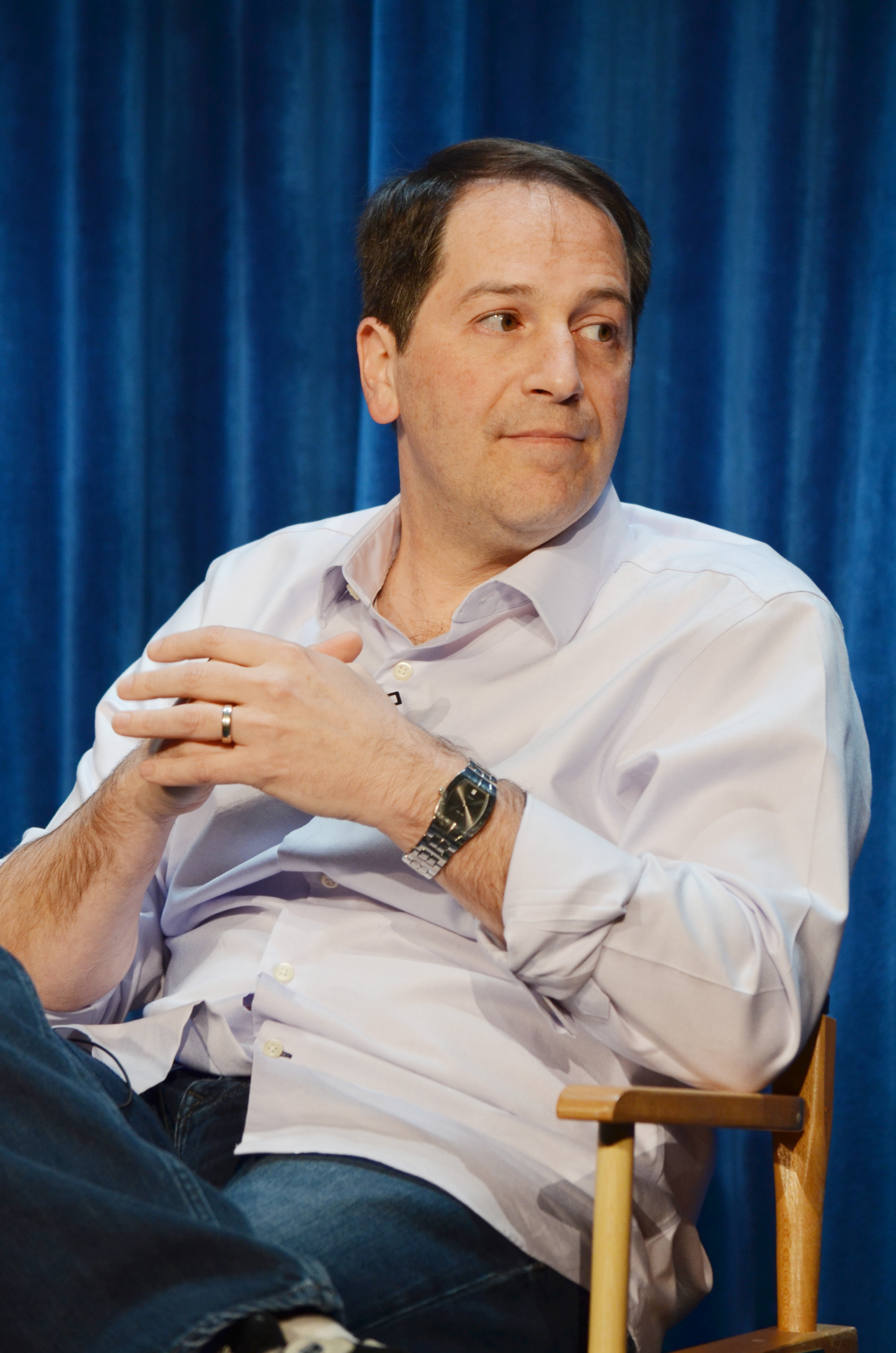
Aaron Korsh (* 1966)

- Korshak, Sidney (1907–1996), US-amerikanischer Rechtsanwalt
- Korshi, Hussain, saudi-arabischer Fußballspieler

### Korsi
- Korsia, Haïm (* 1963), französischer Rabbiner
- Korsig, Bodo (* 1962), deutscher Künstler
- Korsinsky, Magda (* 1981), deutsche Choreographin und Künstlerin

### Korsm
- Korsmeier, Werner-Jakob (1931–2020), deutscher Bildhauer und Künstler (Maler, Glasmaler, Mosaizist, Architekturgestalter, Schriftsteller)
- Korsmeyer, Stanley J. (1950–2005), US-amerikanischer Onkologe und Krebsforscher
- Korsmo, Charlie (* 1978), US-amerikanischer FilmschauspielerCharlie Korsmo (* 1978)

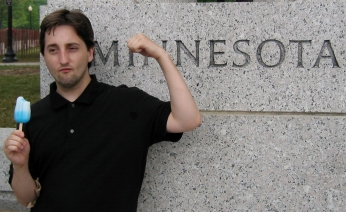
Charlie Korsmo (* 1978)

- Korsmo-Berg, Lisbeth (1948–2017), norwegische Eisschnellläuferin

### Korso
- Korsós, Dorina (* 1995), ungarische Handballspielerin
- Korsós, György (* 1976), ungarischer Fußballspieler
- Korsow, Bogomir (1845–1920), russischer Opernsänger (Bariton)

### Korsp
- Korspeter, Lisa (1900–1992), deutsche Politikerin (SPD), MdB
- Korspeter, Wilhelm (1897–1967), deutscher Politiker (SPD), MdL

### Korsr
- Korsrud, John, kanadischer Jazztrompeter und Komponist

### Korst
- Korstanje, Nyls (* 1999), niederländischer Schwimmer
- Körsten, Alwin (1856–1924), deutscher Gewerkschafter und Politiker (SPD), MdR
- Korsten, Gé (1927–1999), südafrikanischer Tenorsänger und Schauspieler
- Korsten, Gérard (* 1960), österreichischer Musiker und Dirigent
- Korsten, Josef (* 1957), deutscher Politiker (SPD), Bürgermeister von Radevormwald
- Korsten, Ko (1895–1981), niederländischer Schwimmer
- Korsten, Pam (* 2003), niederländische Handballspielerin
- Korstick, Michael (* 1955), deutscher Pianist

### Korsu
- Korsun, Anna (* 1986), ukrainische Sängerin, Pianistin, Organistin, Dirigentin, Komponistin und Hochschullehrerin
- Korsun, Dina Alexandrowna (* 1971), russische SchauspielerinDina Alexandrowna Korsun (* 1971)

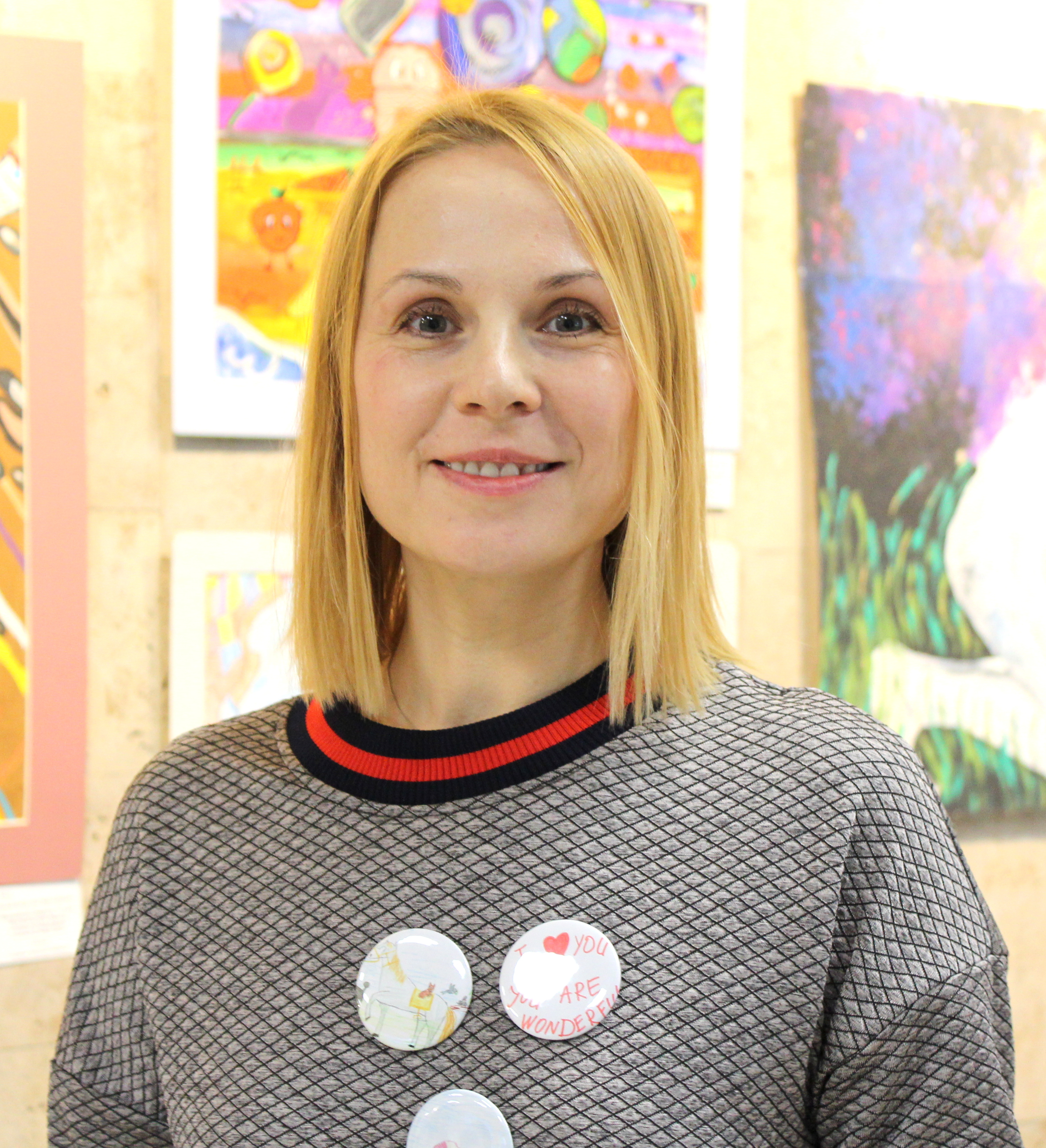
Dina Alexandrowna Korsun (* 1971)

- Korsun, Joachim von, erster Bischof von Nowgorod (988/989 bis um 1030)
- Korsun, Mikita (* 1995), belarussischer Fußballspieler
- Korsun, Olha (* 1996), ukrainische Dreispringerin
- Korsun, Pawel Petrowitsch (1892–1943), sowjetischer Generalleutnant
- Korsun, Waleri Grigorjewitsch (* 1953), russischer Kosmonaut
- Koršunovas, Oskaras (* 1969), litauischer Dramatiker und Regisseur
- Korsunowa, Weronika Alexandrowna (* 1992), russische Freestyle-Skisportlerin